# چیلی ویلی
چیلی ویلی (انگلیسی: Chilly Willy) نخستین بخش از یک مجموعهٔ کارتونی است که اولین بار در سال ۱۹۵۳ میلادی ساخته و پخش شد.
در نسخهٔ بعدی این کارتون که با نام «سردمه!» و با کارگردانی تکس آوری ساخته شد، طراحی کارتون تغییر اساسی داشت.